# しどけなくエモーション
「しどけなくエモーション」はSHOW-YAの2枚目のシングル。1986年2月1日、東芝EMI/EASTWORLDから発売された。

## 内容
初の自作曲表題曲。単独で編曲を担当した。

## 収録曲
作曲：中村美紀　編曲：SHOW-YA
1. しどけなくエモーション
  - 作詞：湯川れい子
2. YOU CAN DANCE
  - 作詞：寺田恵子